# Victor et Firmin Thouéry
Les frères Victor et Firmin Thouéry ou Touéry sont deux figures de l'aviation civile et militaire française du début du XXe siècle, nés à Beaumont-de-Lomagne en Tarn-et-Garonne.

## Origines
Issus d'une ancienne famille du Rouergue dont un rameau s'est fixé dans le Gers au XVIIIe siècle, ils sont petits-neveux de l'illustre savant Pierre-Fleurus Thouéry, découvreur du principe actif du charbon, et cousins de l'industriel Pierre Thouéry, Président du Tribunal de Commerce de Toulouse. Tous deux naissent à Beaumont-de-Lomagne où leur père, négociant, y a établi ses activités.

## Victor Thouéry, pionnier de l'aviation (1884-1967)

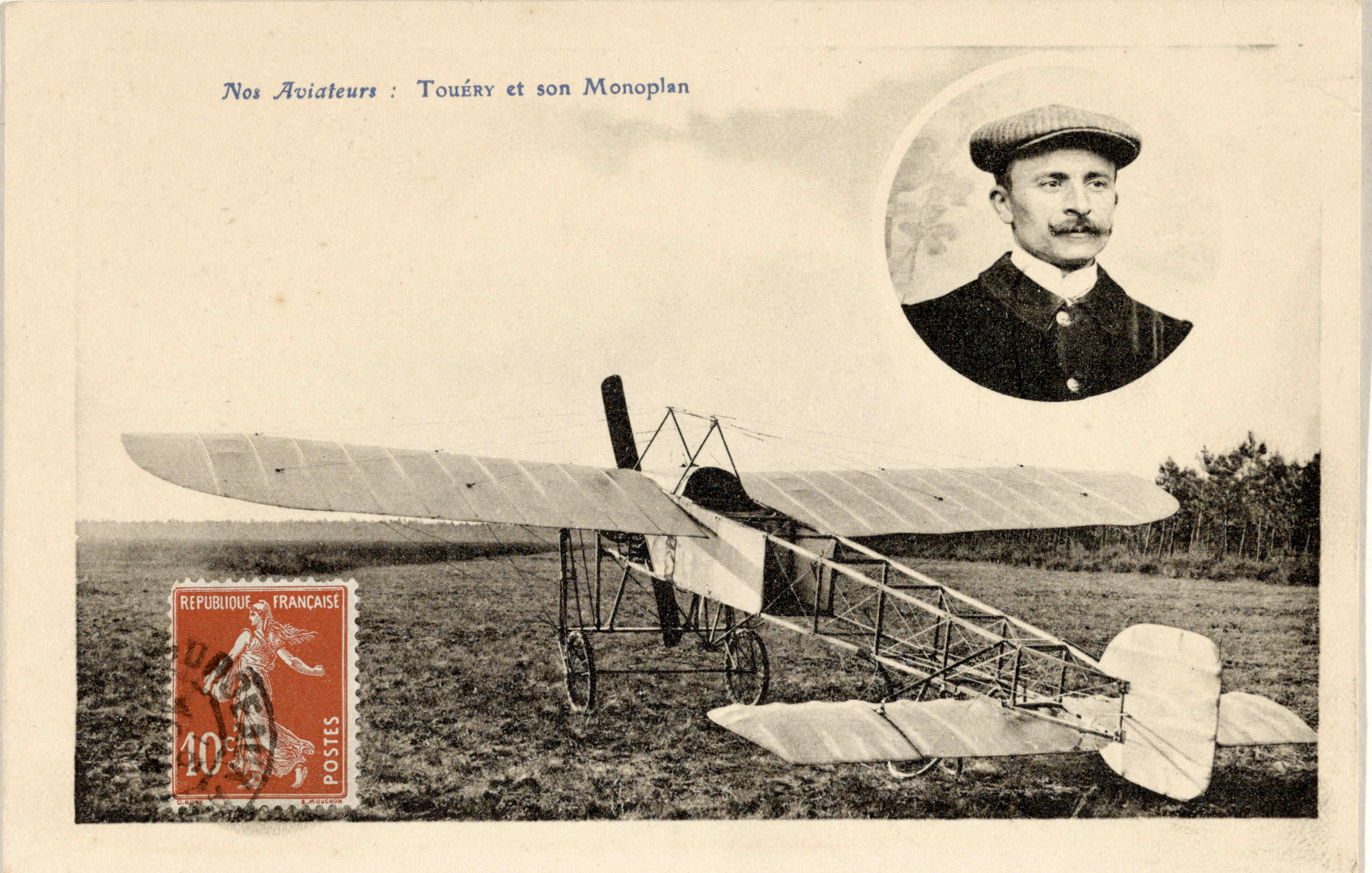
Thouéry et son monoplan

Enthousiasmé par les premiers exploits aériens, il commence son apprentissage de pilote à l'âge de vingt-cinq ans environ, se formant chez Bertin, à Châteaufort dans les Yvelines, puis avec Louis Blériot qui créa une école de pilotage à Pau.
Dès 1910, il vole sur son monoplan à précieuse hélice d'acajou, et se produit lors de meetings aériens dans tout le Sud-Ouest. Il possède également un hydroaéroplane avec lequel il s'envole depuis la Garonne. Breveté de l'aéroclub de France en 1912, il devient une fierté de sa région, et on le voit représenté sur de nombreuses cartes postales. Il est parmi les 1 000 premiers pilotes de l'aviation civile française.
À la demande de ses proches, à la suite de plusieurs périls et des décès accidentels de Bertin père et fils, puis de son ami Georges Sivel, il cessera toutefois de voler avant la Première Guerre mondiale.

## Firmin Thouéry, pilote de guerre (1891-1993)

### Carrière militaire
Grand sportif initialement dépourvu d'une formation d'aviateur, le frère cadet de Victor Thouéry fut appelé au service en 1912 dans un régiment d'infanterie. La guerre commencée, après plus d'une année de combats, notamment dans les tranchées, le sergent Thouéry, qui a déjà reçu une citation, se porte volontaire pour l'aviation.
En mars 1916, il est admis comme élève-pilote à Étampes. Sept mois plus tard, il rejoignit la fameuse escadrille AR22 du 12e corps d'armée, celle des as Marcel Brindejonc des Moulinais et Jules Védrines, alors stationnée près de Saint-Dizier. En mai 1917 il participe à la bataille des Monts, est cité à l'ordre de la division et reçoit la Croix de Guerre. En octobre 1917, l'escadrille est envoyée en urgence sur le front italien que les Allemands viennent d'enfoncer à Caporetto. Firmin Thouéry, aux commandes d'un Salmson 2A2, participera aux difficiles sorties en altitude sur le plateau d'Asiago, avant de combattre à Nove di Bassano. Le 11 août 1918, alors qu’il était chargé de protéger une mission d’observation, il fit sauter un important dépôt de munitions dans le Val d’Assa, un fait d’armes salué le mois suivant par la médaille italienne de la Valeur Militaire, remise par Victor-Emmanuel III en personne lors d’une revue près de Padoue. Aux hasards des opérations, il côtoya le célèbre écrivain Gabriele d’Annunzio, qui commandait la 87e escadrille italienne. Il termine la campagne avec deux citations à l'ordre du corps d'armée pour sa conduite.
Survivant à plusieurs accidents et blessures, il accomplit 174 missions de guerre en deux ans. Sous-officier pilote apprécié, « d'un dévouement et d'une conscience qui ne se démentent jamais », il achève le conflit avec le grade d'adjudant-chef et reçoit la médaille militaire. En 1919, Thouéry retrouve la vie civile en reprenant les activités familiales de négoce. Il est nommé au grade de chevalier de la Légion d'honneur en 1952.

### Postérité
En 2014, à l'occasion du centenaire du conflit, le journal Sud-Ouest révèle une partie de ses mémoires de guerre, témoignage poignant de cette période. Il meurt en 1993, à 102 ans. Sa grande longévité lui vaut d’être l’un des tout derniers pilotes survivants de la Grande Guerre.

### Distinctions

#### Décorations françaises
Chevalier de la Légion d'honneur

 Médaille militaire

 Croix de guerre 1914-1918

 Croix du Combattant

 Médaille de la Jeunesse et des Sports

#### Décorations étrangères
Médaille interalliée de la Victoire

 Medaglia di bronzo al Valore Militare

 Croce al Merito di Guerra